# Arthoniales
Die Arthoniales sind eine Ordnung der Schlauchpilze. Sie sind Flechtenbildner, Parasiten an Flechten oder leben als Saprobionten auf Pflanzen. Die meist krustenartigen Flechten bilden sie mit Grünalgen. Der Typus der Ordnung ist die lichenisierte, Chlorococcum als Wirt vergesellschaftete Arthonia radiata.

## Merkmale
Vertreter der Ordnung Arthoniales bilden normalerweise Apothecien. Manchmal sind diese auch geschlossen und haben dann eine längliche, porenförmige Öffnung. Die Peridie ist dick- oder dünnwandig. Das Zwischen-Asci-Gewebe besteht aus verzweigten Paraphysen in einer gelartigen Matrix. Die Asci sind dickwandig und färben sich mit Iod bläulich. Die Ascosporen sind aseptat oder septiert, manchmal braun.
Das Anamorphe Stadium findet sich bei lichenisierten Arten als Pyknidien am Thallus.

## Systematik
Die Arthoniales waren lange die einzige Ordnung der Klasse der Arthoniomycetes mit vier zum Teil sehr gattungsreichen Familien sowie einige Gattungen unsicherer Zuordnung.
2014 wurde dann die Ordnung der Lichenostigmatales beschrieben und als Schwesterordnung der Arthoniales erkannt, sodass die Klasse der Arthoniomycetes nicht mehr monotypisch ist. Zurzeit (Stand Oktober 2018) zählen sieben Familien zur Ordnung mit noch mehreren Gattungen unsicherer Stellung. Es wird auch diskutiert, dass die Arthoniales zwei weitere Familien beinhalten, von denen zwei nur provisorisch als Bryostigma-Clade und als Felipes-Clade bezeichnet werden.  Es zeigt sich zudem, dass die Gattung Arthonia im klassischen Sinn polyphyletisch ist und sich auf mehrere Familien der Arthiniales verteilt.
- Andreiomycetaceae mit der einzigen Gattung Andreiomyces
- Arthoniaceae: artenreiche Familie mit 21 Gattungen
  - Amazonomyces
  - Arthonia
  - Arthothelium
  - Coniangium
  - Coniarthonia
  - Coniocarpon[6]
  - Cryptothecia[6]
  - Crypthonia[6]
  - Cryptophaea
  - Cryptothecia
  - Eremothecella
  - Glomerulophoron
  - Herpothallon[6]
  - Inoderma[6]
  - Leprantha
  - Myriostigma[6]
  - Pachnolepia[6]
  - Paradoxomyces
  - Reichlingia
  - Sporodophoron
  - Stirtonia
  - Synarthonia[6]
  - Tylophoron[6]
- Chrysotrichaceae
  - Chrysothrix
  - Melarthonis
- Lecanographaceae
  - Alyxoria
  - Heterocyphelium
  - Lecanographa
  - Phacographa
  - Phacothecium
  - Plectocarpon
  - Zwackhia
- Opegraphaceae
  - Combea
  - Cresponea
  - Dictyographa
  - Dolichocarpus
  - Fouragea
  - Ingaderia
  - Llimonaea
  - Nyungwea
  - Opegrapha
  - Paraingaderia
  - Paraschismatomma
  - Pentagenella
  - Schizopelte
  - Sclerophyton
  - Sparria
- Roccellaceae: mit 40 Gattungen
  - Ancistrosporella
  - Austrographa
  - Austroroccella
  - Chiodecton
  - Crocellina
  - Dendrographa
  - Dichosporidium
  - Dirina
  - Diromma
  - Enterodictyon
  - Enterographa
  - Erythrodecton
  - Follmanniella
  - Gorgadesia
  - Graphidastra
  - Gyrographa
  - Gyronactis
  - Halographis
  - Haplodina
  - Isalonactis
  - Lecanactis
  - Mazosia
  - Neosergipea
  - Ocellomma
  - Protoroccella
  - Pseudolecanactis
  - Pseudoschismatomma
  - Psoronactis
  - Pulvinodecton
  - Roccella
  - Roccellina
  - Sagenidiopsis
  - Schismatomma
  - Sigridea
  - Simonyella
  - Sipmania
  - Streimannia
  - Syncesia
  - Tania
  - Vigneronia
- Roccellographaceae
  - Dimidiographa
  - Fulvophyton
  - Roccellographa
- Arthoniales incertae sedis
  - Angiactis
  - Arthophacopsis
  - Bactrospora
  - Bryostigma
  - Catarraphia
  - Felipes
  - Glyphopsis
  - Gossypiothallon
  - Helminthocarpon
  - Hormosphaeria
  - Minksia
  - Nipholepis
  - Perigrapha
  - Phoebus
  - Sporostigma
  - Synarthothelium
  - Tarbertia
  - Tremotylium
  - Trichophyma
  - Tylophorella
  - Wegea